# Hino Rio-Grandense
O Hino Rio-Grandense é o hino oficial do Estado do Rio Grande do Sul. Com música original de Joaquim José Mendanha, introdução e conclusão de José Gabriel Teixeira, letra de Francisco Pinto da Fontoura (conhecido na época como Chiquinho da Vovó) e adaptação de Antônio Corte Real.
É um dos três símbolos oficiais do Estado do Rio Grande do Sul, junto da bandeira e do brasão de armas, conforme estabelece a Lei n.º 5.213, de 5 de janeiro de 1966.

## Composição e letra(s)
A música foi composta pelo Comendador Maestro Joaquim José Mendanha, nativo da província de Minas Gerais, após sua prisão pelos revoltosos farroupilhas, juntamente da sua banda do 2º Batalhão Imperial de Caçadores do Rio de Janeiro, em 30 de abril de 1838, após a Batalha do Barro Vermelho, durante a Revolução Farroupilha. Até a ocasião, se faltava um hino para a novíssima república, e o prisioneiro fora escolhido para a composição. A primeira letra foi escrita pelo capitão farroupilha Serafim Joaquim de Alencastre, cerca de um mês depois, em homenagem à vitória da batalha, e foi o hino executado pela primeira vez em 6 de maio de 1838. O Maestro Joaquim e sua banda acompanharam os farroupilhas até maio do ano seguinte.
A segunda letra, de autoria desconhecida, tem origem na edição de 4 de maio de 1839, onde o Órgão Oficial da República Rio-Grandense, "O Povo", publicou a letra do denominado Hino da Nação, conforme havia sido cantada na 2ª Capital do país, Caçapava do Sul, no baile de comemoração ao primeiro aniversário da Batalha do Barro Vermelho.
A terceira letra, mais tarde tornada oficial, foi escrita por Francisco Pinto da Fontoura, mais conhecido como "Chiquinho da Vovó", escritor, poeta e militar, que a escreveu despretensiosamente, logo após o fim da Revolução Farroupilha. Francisco, chamado também de O Poeta dos Farrapos por seus conterrâneos, ensinava a letra àqueles em sua volta, como uma forma de lhes ensinar o Hino Rio-Grandense, o que a levou a ganhar popularidade com o passar dos anos.
Em 3 de dezembro de 1887, a partitura do hino foi reproduzida no jornal A Federação, com uma introdução e conclusão adicionada por José Gabriel Teixeira.
Em 1933, o historiador Augusto Porto Alegre (1871-1947) sugeriu ao IHGRGS (Instituto Histórico e Geográfico do Rio Grande do Sul) a nomeação de uma comissão para decidir uma versão definitiva do hino, visando os festejos do Centenário da Revolução Farroupilha, tendo em vista que as três letras eram igualmente cantadas até então. Aceita a sugestão, no ano seguinte foi decidido pela comissão a letra do Poeta dos Farrapos como a definitiva. Ainda em 1934, Antônio Tavares Corte Real adaptou a composição aos versos de Chiquinho e acentuou o caráter marcial com leves reparos rítmicos. O arranjo oficial para orquestra é do maestro Alfred Hülsberg.
O hino foi oficializado junto dos outros símbolos regionais pela Lei n.º 5.213, de 5 de janeiro de 1966, contudo, a letra original de Chiquinho possuía uma estrofe que foi suprimida, além de uma repetição do estribilho, pelo mesmo dispositivo legal que a oficializou como hino do estado.  

## Trecho suprimido
A segunda estrofe foi oficialmente retirada em 1966; a tentativa de restaurá-la em 2007 não encontrou apoio e foi arquivada.
Embora normalmente se atribua tal exclusão à Ditadura Militar da época, por sua citação a "tiranos" e à democracia ateniense, um documentário revelou que o projeto de lei estadual que tratava da normalização dos símbolos oficiais do Rio Grande do Sul vinha de 1961, e a proposta de supressão foi feita pelo relator, o então deputado estadual Aldo Fagundes, eleito pelo PTB, que fazia oposição ao regime. Na proposta, ele sugere a adoção da versão que conquistou a simpatia popular, sendo a mais conhecida e a que é mais cantada hoje, porém abreviadamente: a primeira e a última estrofes do poema original, com o estribilho. Segundo o ex-Senador Pedro Simon, então também deputado estadual, (excluir) "essa estrofe foi... um entendimento geral. Ela não tinha nada com o resto do hino, e não tinha nada para nós. [...] Tem que falar de nós." Entrevistados, tanto o ex-deputado quanto o ex-senador descartaram qualquer interferência do regime militar na supressão da estrofe.
| “ | Entre nós reviva Atenas para assombro dos tiranos Sejamos gregos na glória e na virtude, romanos | ” |